# Vijverhofpark
Het Vijverhofpark is een park in de woonwijk Hogekamp, in de Nederlandse plaats Venlo.
In het park bevindt zich een vijver met daaroverheen een bruggetje. Aan de vijver ligt de Panhuismolen.